# Žižkov
Žižkov (německy Zischkaberg, Žižkow, Zizkow, v letech 1939–1945 Veitsberg, lidově dříve Žižkaperk) je městská čtvrť a katastrální území Prahy, nachází se na východ od jejího centra. Jako samostatný celek vznikl pod názvem Královské Vinohrady I. roku 1875 rozdělením Královských Vinohrad, roku 1877 byly Královské Vinohrady I. přejmenovány na Žižkov, roku 1881 byl Žižkov povýšen na město. V roce 1922 byl začleněn do nově vzniklé Velké Prahy. Od roku 1960 je téměř celý hlavní součástí městského obvodu Praha 3, jehož území je od roku 1990 i územím městské části Praha 3.
Jedna žižkovská parcela náležející Domovu sociální péče Hagibor (poblíž stanice metra Želivského, východně od ul. Pod židovskými hřbitovy) patří do obvodu i městské části Praha 10. Neobydlená část prostoru mezi kolínskou a turnovskou železniční tratí, pod Krejcárkem (dříve zahrádkářská osada a průmyslové objekty, dnes Nové spojení), patří do obvodu i městské části Praha 8.
Žižkov tvoří součást Městské památkové zóny Vinohrady, Žižkov, Vršovice.

## Charakter čtvrti
Žižkov je čtvrť, jejíž významnou část tvoří činžovní domy z přelomu 19. a 20. století. Tato část se rozkládá na vyvýšenině, proto jsou místní ulice úzké a strmé.
K Žižkovu patří i vrch Vítkov a pás novější výstavby (z 20. století) směrem k Hrdlořezům.

## Historie

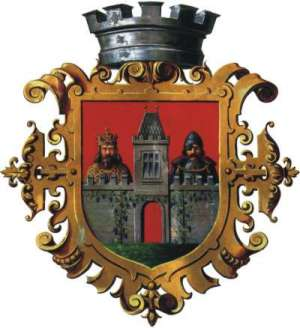
Historický znak Žižkova

### Vznik Žižkova
Území dnešního Žižkova bylo od roku 1788 částí katastrální obce Viničné Hory, od zřízení samospráv roku 1849 samosprávné obce, která byla roku 1867 přejmenována na Královská Vinohradská obec (König. Weinberge). Po polovině 19. století nastal mohutný rozvoj tohoto území a rozsáhlá výstavba. Důvodem byly relativně levné stavební pozemky a možnost stavět velké množství jednoduchých pavlačových bytů, které se staly typickým rysem žižkovské zástavby. V roce 1875 byla Královská Vinohradská obec rozdělena na dvě obce s názvy Vinohrady I. (od roku 1877 Žižkov) a Vinohrady II. (od roku 1877 Královské Vinohrady). Obě samostatné obce za hradbami Prahy byly posléze povýšeny na města. U Žižkova k tomu došlo 15. května 1881, (o 17 let později získal Žižkov i městský znak). Královské Vinohrady se staly městem v roce 1879. Významnou roli v rozvoji Žižkova a jeho vlasteneckém a husitském zaměření sehrál Karel Hartig, poslední starosta Královských Vinohrad před jejich rozdělením a první starosta Žižkova.
Výstavba, která začala po roce 1865 v prostoru mezi Vítkovem a Vrchem sv. Kříže, pokračovala téměř „americkým“ tempem. Při sčítání lidu v roce 1843 měla část nynějšího Žižkova 83 usedlíků. O sedm let později v roce 1850 více než dvojnásobek, 197 osob. Za dalších sedm let přibylo 71 osob a v roce 1869 už bylo zapsáno 292 obyvatel. V té době se ale ještě moc nestavělo a obyvatel přibývalo pomalu. Zatímco v letech šedesátých a sedmdesátých docházelo k osídlování vyšších poloh za hradbami, v osmdesátých letech se už stavělo po celém území a Žižkov už byl velkým městem s 21 212 obyvateli. Další sčítání obyvatel v roce 1890 už mělo ve výkazech 42 000 osob ve více než 750 domech.
| Rok            | 1869  | 1880   | 1890   | 1900   | 1910   | 1921   | 1930   | 1950   | 1961   | 1970   | 1980   | 1991   | 2001   | 2011   | 2021   |
| -------------- | ----- | ------ | ------ | ------ | ------ | ------ | ------ | ------ | ------ | ------ | ------ | ------ | ------ | ------ | ------ |
| Počet obyvatel | 4 336 | 21 212 | 41 236 | 59 326 | 72 173 | 71 766 | 71 766 | 90 234 | 92 834 | 84 860 | 68 898 | 61 286 | 55 401 | 56 056 | 58 267 |
| Počet domů     | 19    | 377    | 729    | 974    | 1 209  | 1 271  | 2 201  | 2 663  | 3 300  | 2 725  | 2 379  | 2 398  | 2 358  | 2 487  | 2 487  |

Kolem roku 1920 už byla celá čtvrť zastavěná a ve výstavbě se pokračovalo už jen na Ohradě a za ní (Vackov).

### Rozvoj veřejné dopravy

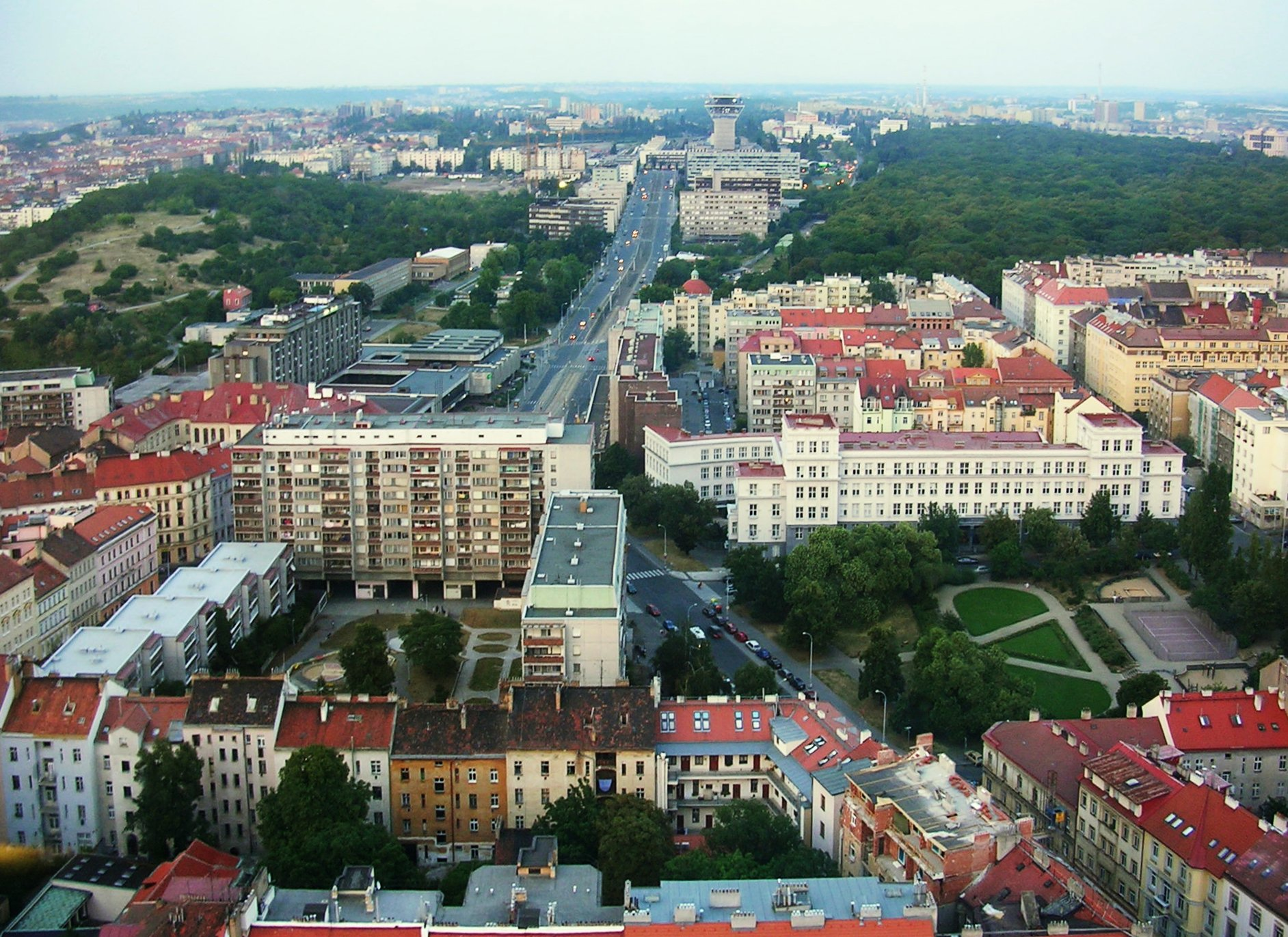
Pohled ze Žižkovské televizní věže k Olšanské ulici

Koncem roku 1883 byla k usedlosti Bezovka přivedena linka pražské koňky, v roce 1897 zde byla zprovozněna první linka vinohradské elektrické tramvaje. Přebudování koňky na elektrickou tramvaj bylo dokončeno v roce 1901.

### Žižkov bohémů a intelektuálů
S Žižkovem je spojena činnost bohémů a spisovatelů Jaroslava Haška a Franty Sauera, stejně jako intelektuálské společnosti sdružující se kolem manželky S. K. Neumanna, nakladatelky Kamilly Neumannové. Žily zde významné osobnosti jako např. spisovatelé Jaroslav Seifert a Vladimír Neff či malířka Toyen.
V 80. letech 20. století byl u Olšanského náměstí slavnostně položen základní kámen Haškova pomníku, který byl ale nakonec postaven na Prokopově náměstí.
Z doby Rakousko–Uherska pochází i recesistický pojem Žižkovská republika (Svobodná republika Žižkov, Žižkovská svobodná republika). Tento pojem připomněl starosta Prahy 3 Milan Český, když 25. července 2001 městskou část oficiálně navštívil velvyslanec Evropské unie v Česku Ramiro Cibriáni. V recesistickém duchu přitom jednali o vstupu Žižkova do EU. Charakter bohémské čtvrti, skrývající jistá nebezpečí neobeznámenému návštěvníku, je skryt ve sloganu „Žižkovu a Libni raději se vyhni.“

### „Dělnická“ čtvrť

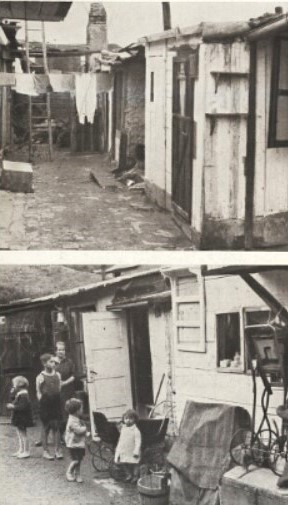
Nouzové kolonie na Žižkově (1933)

Žižkov poměrně nezaslouženě získal pověst dělnické čtvrti, protože na rozdíl od Karlína, Smíchova a Libně zde nebyla žádná větší továrna. V dobách socialismu ale získala idea dělnické čtvrti jistou proslulost přesto, že na Žižkově byla relativně vysoká koncentrace plátců milionářské dávky (1947 a 1948). Naplněním této ideologické představy byly žižkovské ženy, které jako organizovaný útvar nikdy nechyběly na oslavách prvního máje od padesátých let až do pádu socialismu.
V 70. letech 19. století měl však Žižkov v Praze a předměstích nejvyšší procentuální počet dělnictva. Nejvíce jich žilo na Smíchově (4 267, tj. 27,7 %). Na Vinohradech (pod které tehdy Žižkov spadal) udávaly statistiky celkem 1 837 dělníků, tj. 32,7 %. Statistiky z roku 1921 udávaly, že na Žižkově bylo v té době 44 % dělnických bytů. Ze žižkovských bytů bylo tehdy považováno za přeplněné 17,3 % (žily v nich více než tři osoby na jednu vytápěnou místnost), což byla nejvyšší hodnota v Praze a předměstích.
Na Žižkově, stejně jako v dalších okrajových čtvrtích Prahy, vznikala v období mezi světovými válkami i obydlí nejchudších, tzv. nouzové kolonie. Na Žižkově se jednalo zejména o dnešní místa Pražačka, Židovské pece a Krejcárek.

### Romské obyvatelstvo

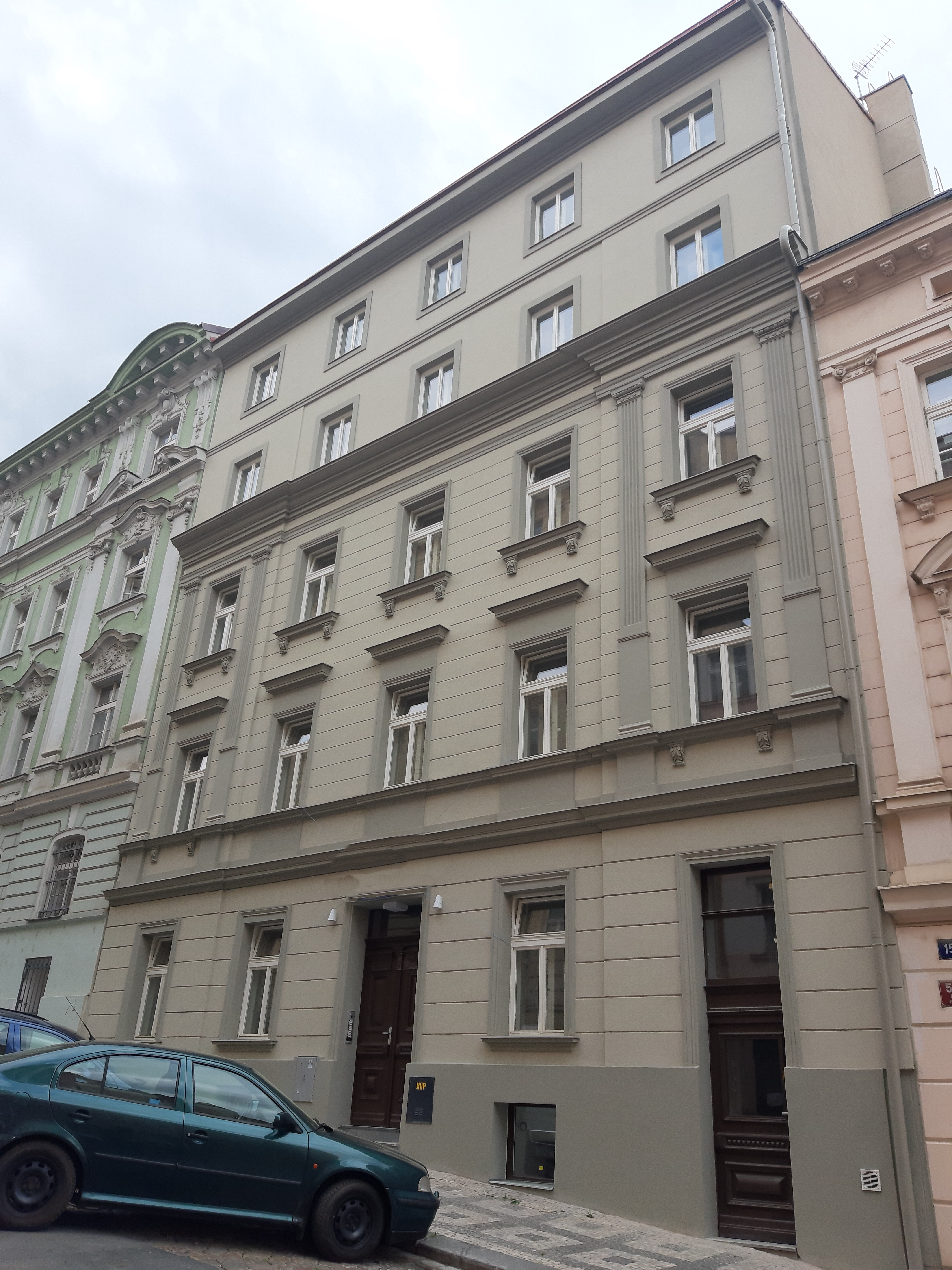
Praha Žižkov, historický dům Víta Nejedlého 13, duben 2020

Podobně jako Libeň, Karlín, Vršovice a Smíchov patřil Žižkov ke čtvrtím, kde se nacházely lokality s vysokým podílem romského obyvatelstva. V době privatizace bytového fondu za vlády ODS se značná část pražských Romů vystěhovala zejména do severních a středních Čech. Přesto ještě kolem roku 2015 menší ghetta v Libni a na Žižkově přežívají. Postupně jsou ale dříve poničené historické žižkovské domy opravovány. Například dům v ulici Víta Nejedlého č. 13, který byl v roce 2008 označován jako zdevastovaný vlastními nájemníky, převážně Romy, byl v roce 2020 zrekonstruován.

### Kriminalita na Žižkově
Podle sdělení šéfa městské policie v Praze 3 z roku 2008 bylo největší metlou Žižkova vykrádání automobilů, které měli na svědomí hlavně narkomani, mezi kterými bylo značné procento mladých Romů. Centrem obchodu s drogami a života problémové mládeže mělo být podle Novinek.cz Tachovské náměstí s ústím do tunelu pod Vítkovem do Karlína, kde se několikrát točily scény z kriminálních filmů. Velká většina ukradených věcí se okamžitě objevovala na pultech zastaváren a bazarů fungujících nonstop, jichž zde byla bezkonkurenčně největší síť. Policie často vůbec nestíhala, okradení lidé pak často sami obcházeli bazary, pátrali po svých odcizených věcech a vykupovali si je zpátky. Podle vyhledávače Firmy.cz byl však v roce 2020 na území Žižkova pouze jeden bazar či zastavárna s nepřetržitým provozem.
Policejní statistiky za rok 2018 konstatovaly obecně snižování počtu trestných činů na území Žižkova. Za deset let se zde jejich počet snížil na polovinu, i když je Praha 3 třetí v trestnosti mezi pražskými obvody. Kriminalita je vyšší v těch částech Žižkova, kde je vyšší výskyt zahraničních turistů.

### Turistický ruch
V horní části Ohrady se nachází hotel Vítkov ve stylu bauhausu. Poblíž stanice metra Želivského stojí hotel Don Giovanni postavený v raných 90. letech ve stylu postmodernismu. (V roce 2016 byl v pražské anketě označen za druhou nejošklivější stavbou Prahy, těsně za vinohradskou budovou Crystal.)
Mezi další významnější žižkovské hotely s delší tradicí patří např. hotel Teatrino či hotel Ariston (dříve Tichý).
V roce 2018 bylo na Žižkově pronajímáno přes platformu Airbnb kolem 3 % bytového fondu, tedy podobně jako na Vinohradech či na Smíchově.

### Novodobá výstavba
V 70. letech 20. století začalo vedení Prahy uvažovat o radikální přestavbě celého Žižkova kvůli modernizaci bytového fondu, jehož převážně čtyřpodlažní pavlačové domy nevyhovovaly novodobým urbanistickým a hygienickým požadavkům – polovina z bytů, určených k asanaci, byla jednopokojových a desetina ani neměla vlastní vodovod. Velikášské požadavky se postupně mírnily: v roce 1977 ještě předseda ONV Prahy 3 JUDr. Gebauer hovořil o kompletní asanaci a novostavbách mezi Domem ÚRO až po Vrch svatého Kříže (vzdálenost cca 1,3 km), která bude v několika etapách trvat 15 až 20 let. Staré cihlové domy měly být všechny strženy a nahrazeny panelovými domy nových stavebních vzorů, které nebudou shodné s domy na sídlištích, ale budou respektovat kopcovitý ráz Žižkova a jejich občanská vybavenost bude odpovídat středu města s jeho obchody a provozovnami služeb. O rok později už ale hlavní pražský architekt Ing. Borovička ohlašoval pouze výběrové nahrazování staré zástavby tak, aby především došlo k dopravnímu uvolnění čtvrti a zároveň aby byla zvýrazněna hodnota zachovaných domů. O další dva roky později už úřady uváděly, že v existující zástavbě vyhovuje a tedy zůstane beze změny 3380 bytů, dalších 4242 bytů projde dílčími modernizacemi a zcela nová výstavba pak nabídne 4323 moderních bytů.
Realizace projektu začala roku 1977 po přestěhování 7000 obyvatel staré zástavby na sídliště Jižní Město a po prvních demolicích v okolí Olšanského náměstí, kde mělo do konce roku 1980 vzniknout v nových budovách 416 bytů, 160 garáží a 26 ateliérů. Přibližně v téže době byly zbourány i domovní bloky v okolí Komenského náměstí mezi ulicemi Hartigovou (tehdy Koněvovou) a Jeseniovou, přičemž vyklizené domy před demolicí posloužily pro hasičská cvičení a také pro natáčení české hudební komedie Jen ho nechte, ať se bojí. Pravděpodobně jedinou původní budovou, která zde demolicím unikla, je Gymnázium a Hudební škola hlavního města Prahy z roku 1870, s jejíž demolicí se ani nepočítalo., k nové výstavbě pak došlo v první půli 80. let.
Po sametové revoluci, především v souvislosti s restitucemi domů, se započalo s opravami a rekonstrukcemi původního bytového fondu. Ze Žižkova se díky nové výstavbě a rekonstrukci historických domů stala zajímavá rezidenční čtvrť. V roce 2009 zde vyrostl bytový komplex Central Park Praha s téměř 600 byty. V roce 2016 byl otevřen podobný projekt, většího rozměru; Residence Garden Towers s 700 byty. Kromě bytových domů zde vznikají hojně v 21. století také kancelářské budovy. V plánu je výstavba nové čtvrti na území zchátralého nákladového nádraží.

## Významné objekty

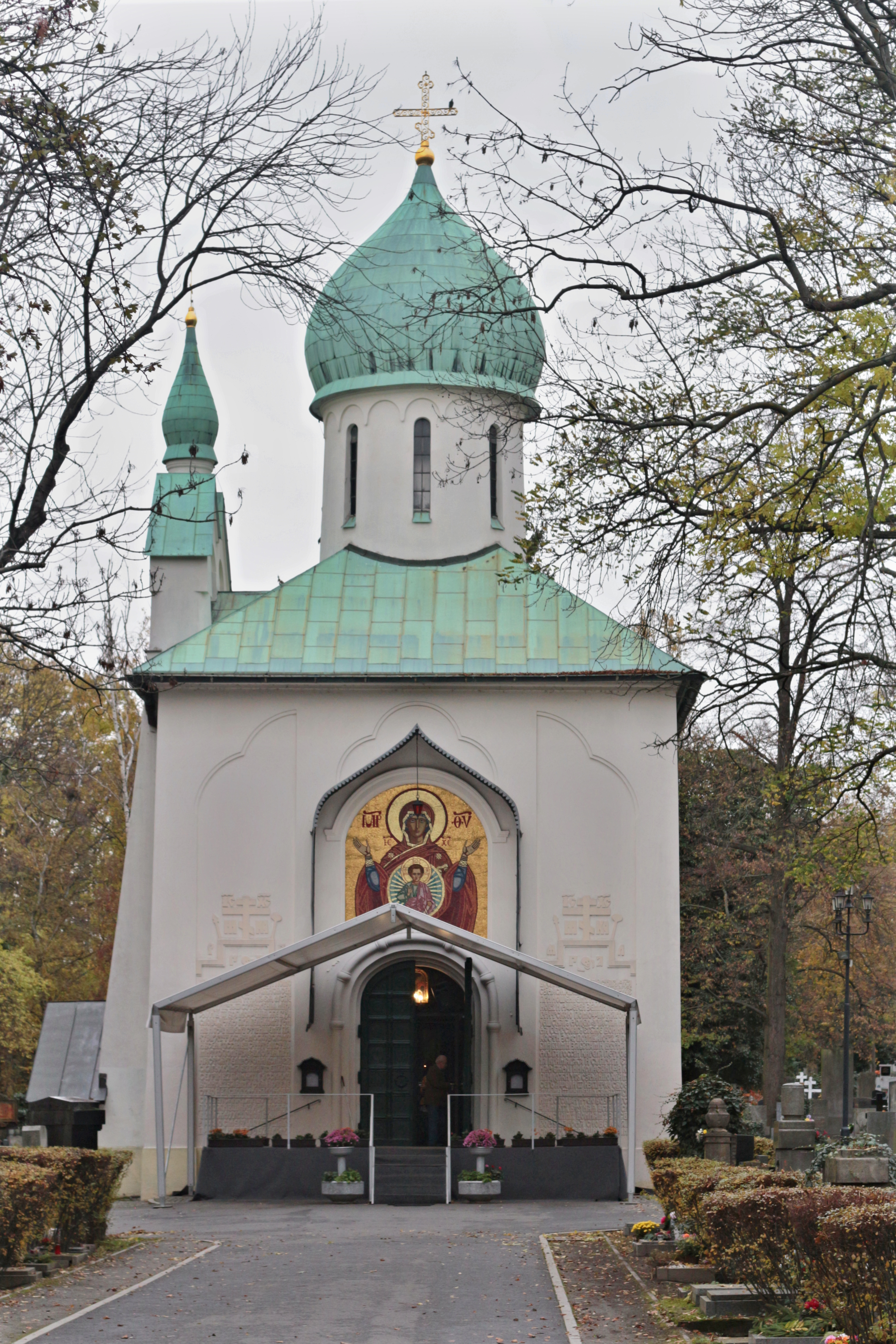
Pravoslavný chrám Zesnutí Přesvaté Bohorodice na Olšanských hřbitovech

- Jednou z nejznámějších a současně kontroverzních staveb, která se zde nacházejí, je nepřehlédnutelný Žižkovský vysílač dokončený v roce 1992. Je dominantou městské části i celé Prahy. Nachází se na hranici Žižkova s Vinohrady v Mahlerových sadech v těsném sousedství židovského hřbitova. Vysílač byl zprovozněn roku 1992 a díky vyhlídkovým plošinám pro veřejnost umožňuje návštěvníkům i obyvatelům Prahy zajímavý pohled na město z ptačí perspektivy.

- Na území Žižkova se rozkládají Olšanské hřbitovy včetně Nového židovského hřbitova

- Mezi ulicí Italskou a náměstím Winstona Churchilla se nachází areál Vysoké školy ekonomické (VŠE). Na témže náměstí (jde o plochu rekultivovanou po zániku plynárny pražské obce na Žižkově) vyrostla v 30. letech 20. století funkcionalistická budova Domu odborových svazů (tehdy dvanáctipodlažní sídlo penzijního úřadu), do r. 2018 sídlo centrály odborových svazů ČR.

- Na vrchu Vítkově je umístěn Národní památník spolu s jezdeckou sochou Jana Žižky.

- Podzemní kryt Bezovka

### Divadlo
- Žižkovské divadlo T.G. Masaryka bylo jednou z prostor, kde za první republiky začínalo též Osvobozené divadlo; nyní slouží jako domovská scéna Divadla Járy Cimrmana a dalších souborů.
- Divadlo Akropolis byl divadelní prostor v Paláci Akropolis v dnešní Kubelíkově ulici. Divadlo patřilo mezi předválečné pražské divadelní scény, kde vystupovali přední herci.[21]
- Divadlo Ponec, taneční a pohybové divadlo na místě kina Ponec při bývalé usedlosti Miranka. Budova, původně výrobní hala továrny, byla postavena roku 1888.

### Náboženské objekty
- kostel sv. Prokopa, novogotický trojlodní kostel s jednou věží byl vybudován podle projektu architekta Josefa Mockera v letech 1899 až 1903 (vysvěcen roku 1903). Nachází se na Sladkovského náměstí u budovy c. k. reálky na Žižkově, postavené v letech 1898 až 1899
- kostel svaté Anny, zajímavý secesní kostel z roku 1911. Postaven byl podle projektu architekta Eduarda Sochora ve stylu tzv. beuronské secese
- kostel sv. Rocha na Olšanském náměstí, barokní kruhový kostel
- pravoslavný chrám Zesnutí Přesvaté Bohorodice v pravoslavné části Olšanského hřbitova
- Betlémská kaple na Žižkově, kostel prvního žižkovského sboru Českobratrské církve evangelické, zajímavá ukázka kubistické architektury
- druhý žižkovský evangelický sbor v Čajkovského ulici
- Husitský kostel (Husův sbor Jana Žižky) na náměstí Barikád
- bývalý kostel Povýšení svatého Kříže, barokní stavba sloužící pro kulturní účely
- Nový židovský hřbitov s novorenesanční obřadní síní.

### Galerie

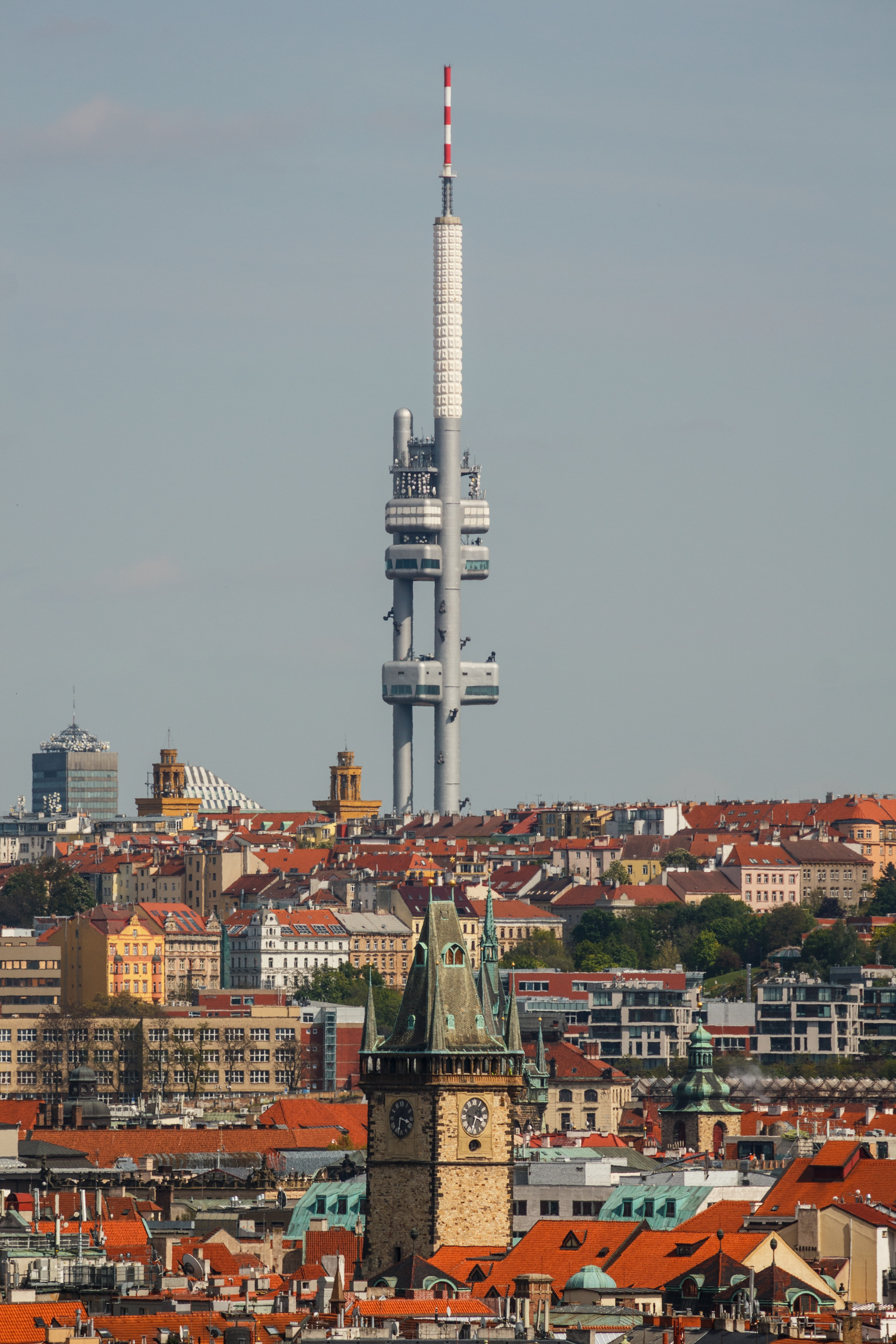
Žižkovský vysílač je výšková dominanta celé Prahy
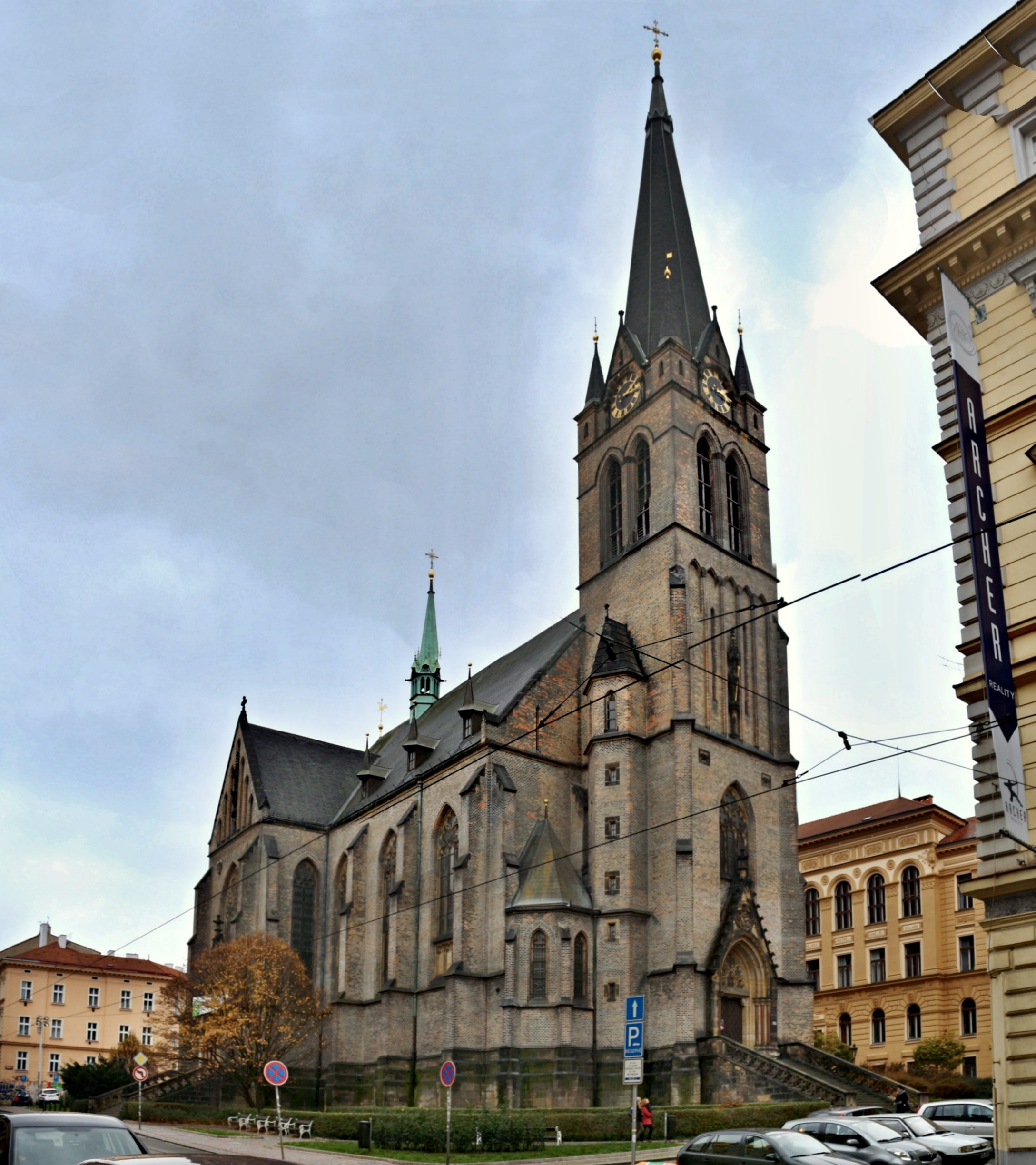
Kostel svatého Prokopa
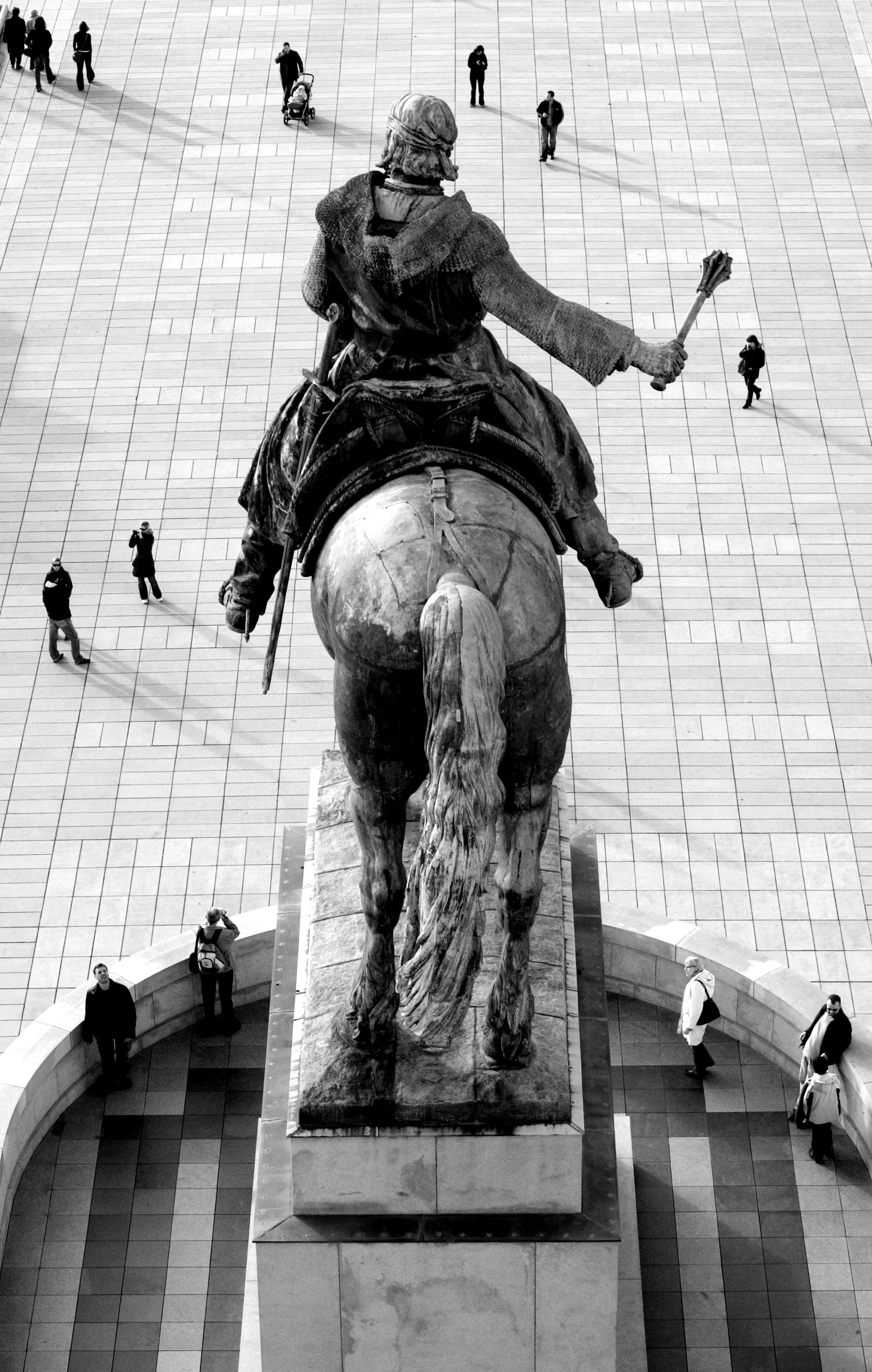
Národní památník na Vítkově, jezdecká socha Jana Žižky
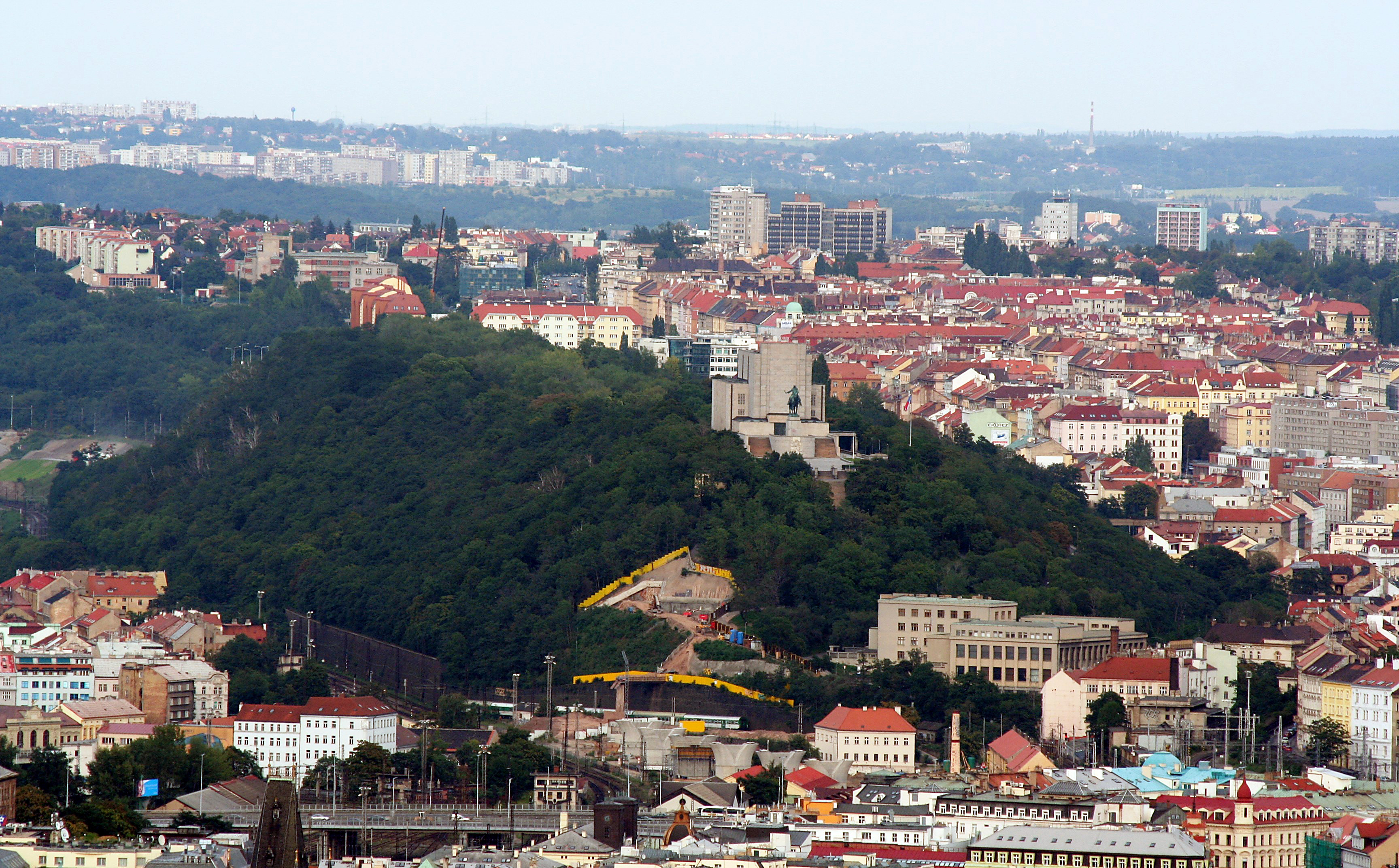
Vrch Vítkov, nalevo od něj se nalézá Karlín, napravo pak Žižkov
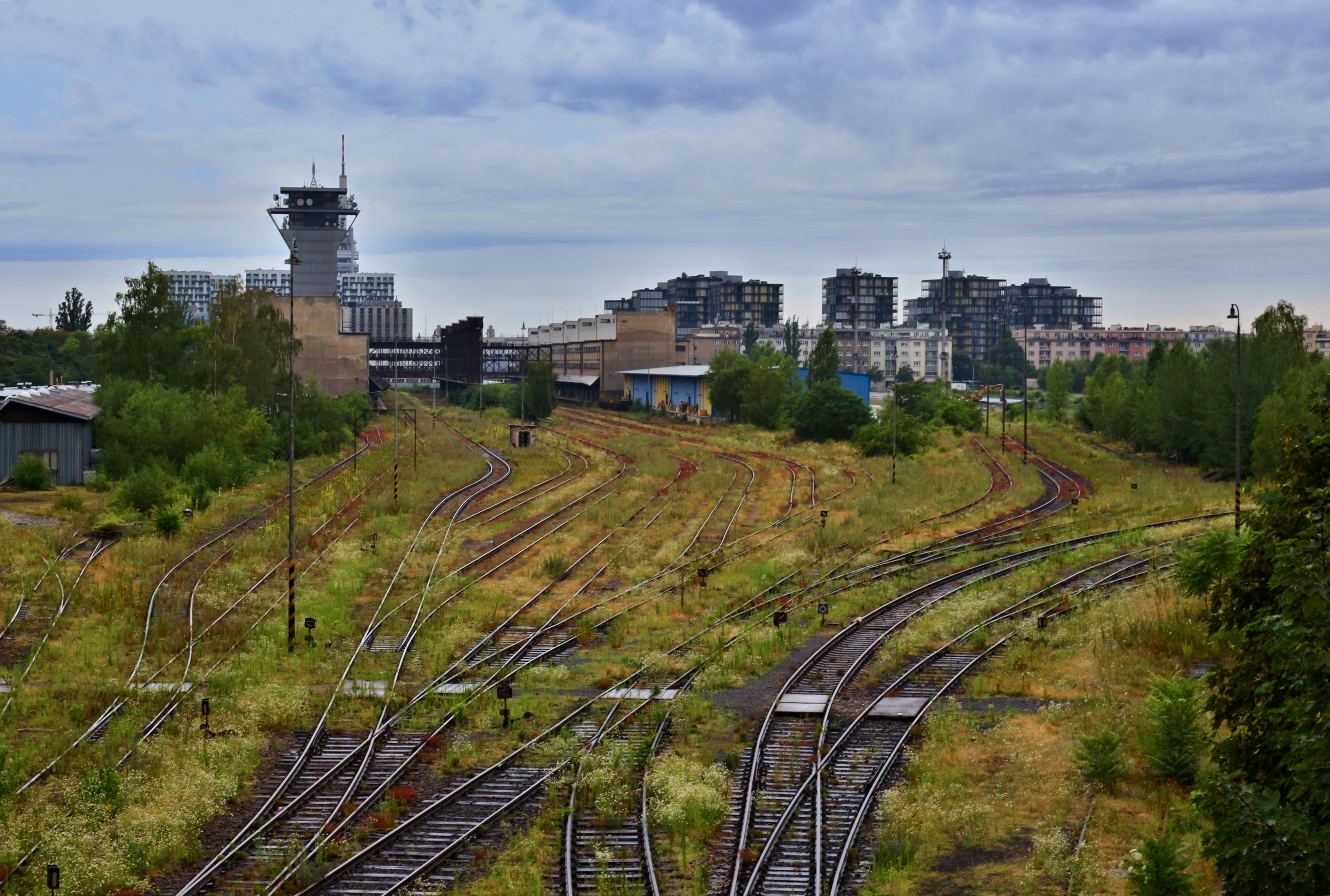
Nákladové nádraží Praha-Žižkov
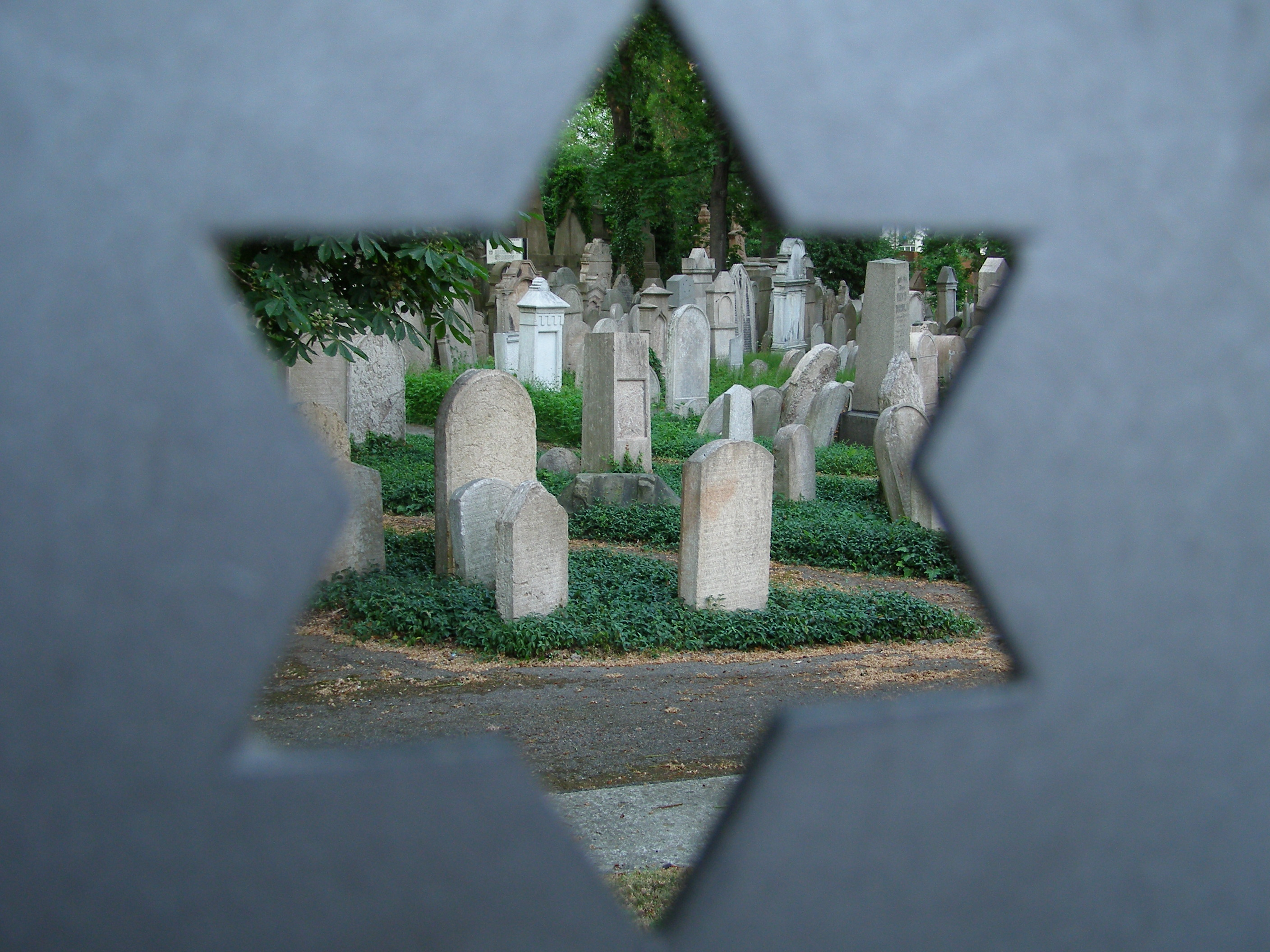
Starý židovský hřbitov
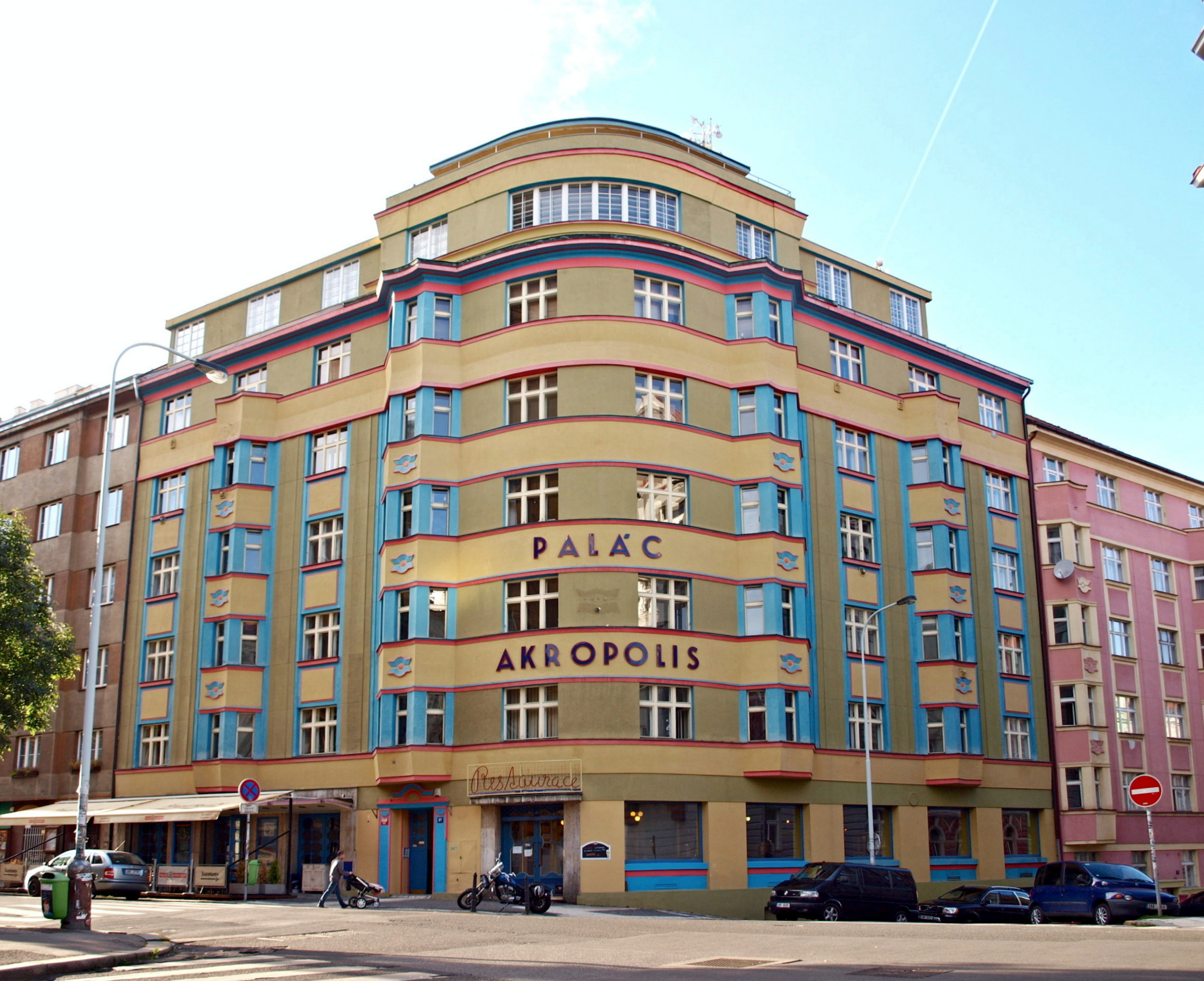
Palác Akropolis
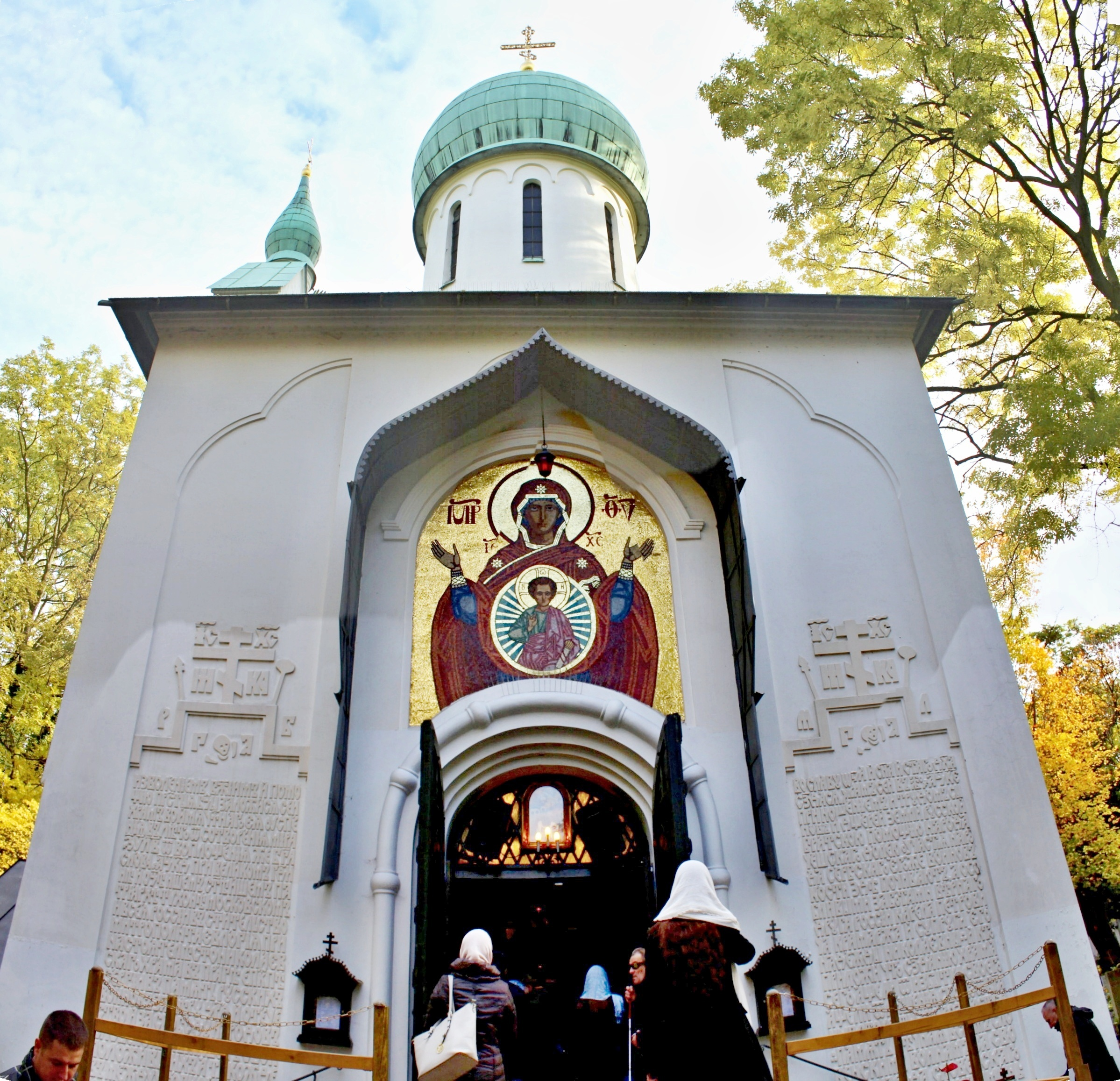
Pravoslavný chrám Zesnutí přesvaté Bohorodice na Olšanských hřbitovech

## Doprava

### Veřejná

#### Metro
Přímo na území Žižkova, do obchodního centra Atrium Flora, vede jeden výstup ze stanice Flora linky A pražského metra. V oblasti Olšanských hřbitovů se nachází stanice Želivského. Další části Žižkova jsou pohodlně dostupné ze stanice Jiřího z Poděbrad.
V budoucnu se uvažuje o zavedení metra linky D (modrá) v její II. etapě z Hlavního nádraží na Žižkov.

#### Tramvaje

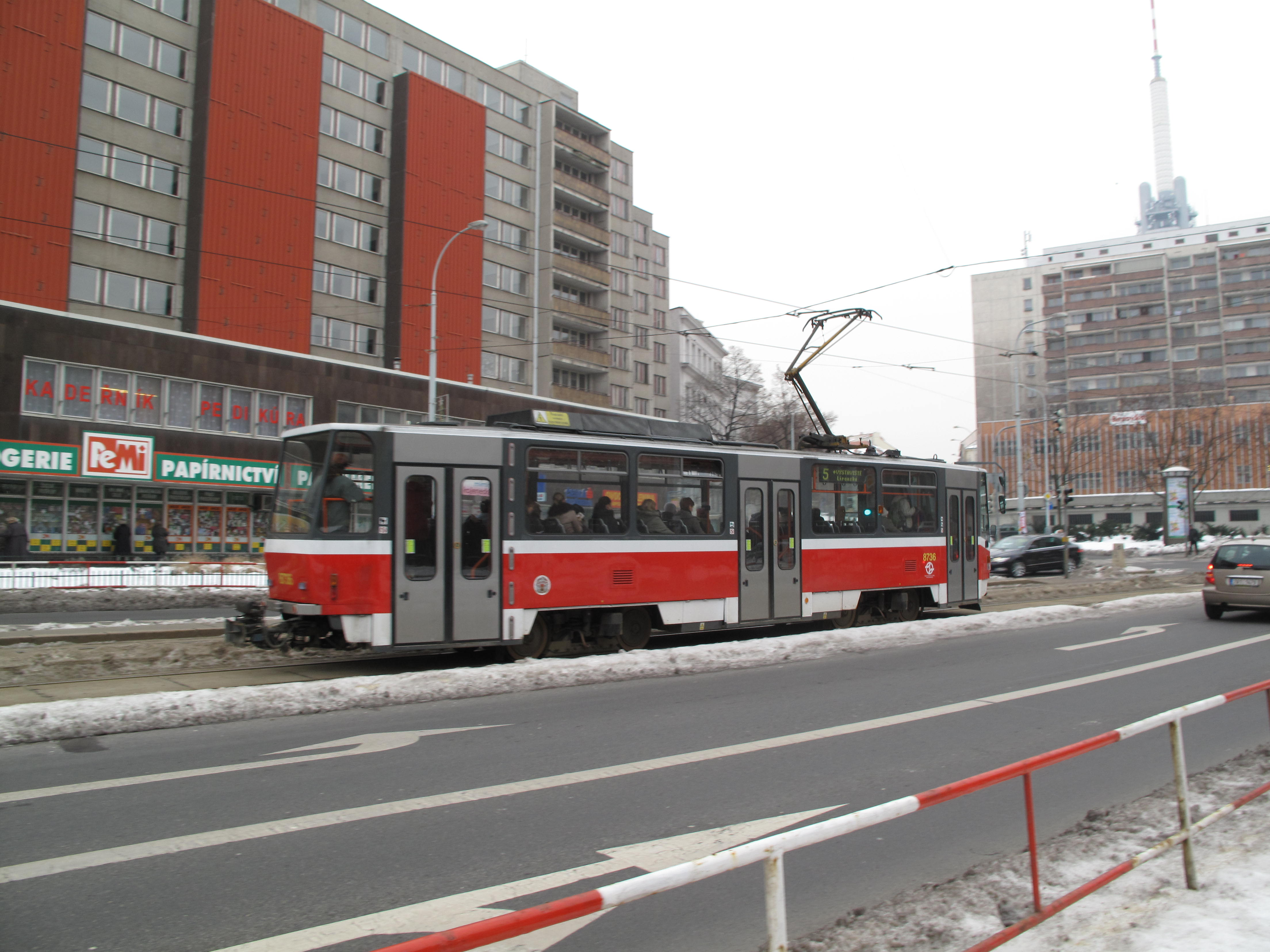
Tramvaj na Olšanském náměstí na Žižkově

Žižkovem prochází tramvajová trať od Hlavního nádraží ulicí Seifertovou, Táboritskou a Olšanskou přes Ohradu na křižovatku Spojovací a tramvajové tratě v ulicích Jičínské a Želivského; po hranici katastrálního území jde trať na Vinohradské ulici. Z Ohrady vychází tramvajová trať do Libně.

#### Městská autobusová doprava
Autobusové spoje jsou vedeny především ulicí Husitskou, Italskou a Hartigovou.

#### Železnice
Koncem roku 2021 bylo otevřeno prodloužení severního podchodu Hlavního nádraží k umožnění přímého přístupu cestujících na nástupiště ze Žižkova. Severní částí katastrálního území procházejí koleje a tunely Nového spojení a severním úbočím vrchu Vítkova ještě i trať z Masarykova nádraží do Libně, ale nemají zde zastávky. Nákladové nádraží Žižkov je již zrušeno.

### Automobilová
Díky příhodné poloze vzhledem k centru má Žižkov vhodné spojení hlavně na magistrálu a potom krkolomným způsobem přes Florenc k Vltavě.

### Pěší a cyklistická
Pěší tunel Karlín–Žižkov byl otevřen v roce 1953. Novým spojením vznikl jako součást cyklostezky na místě bývalé turnovské dráhy Starý Vítkovský tunel.

## Sport

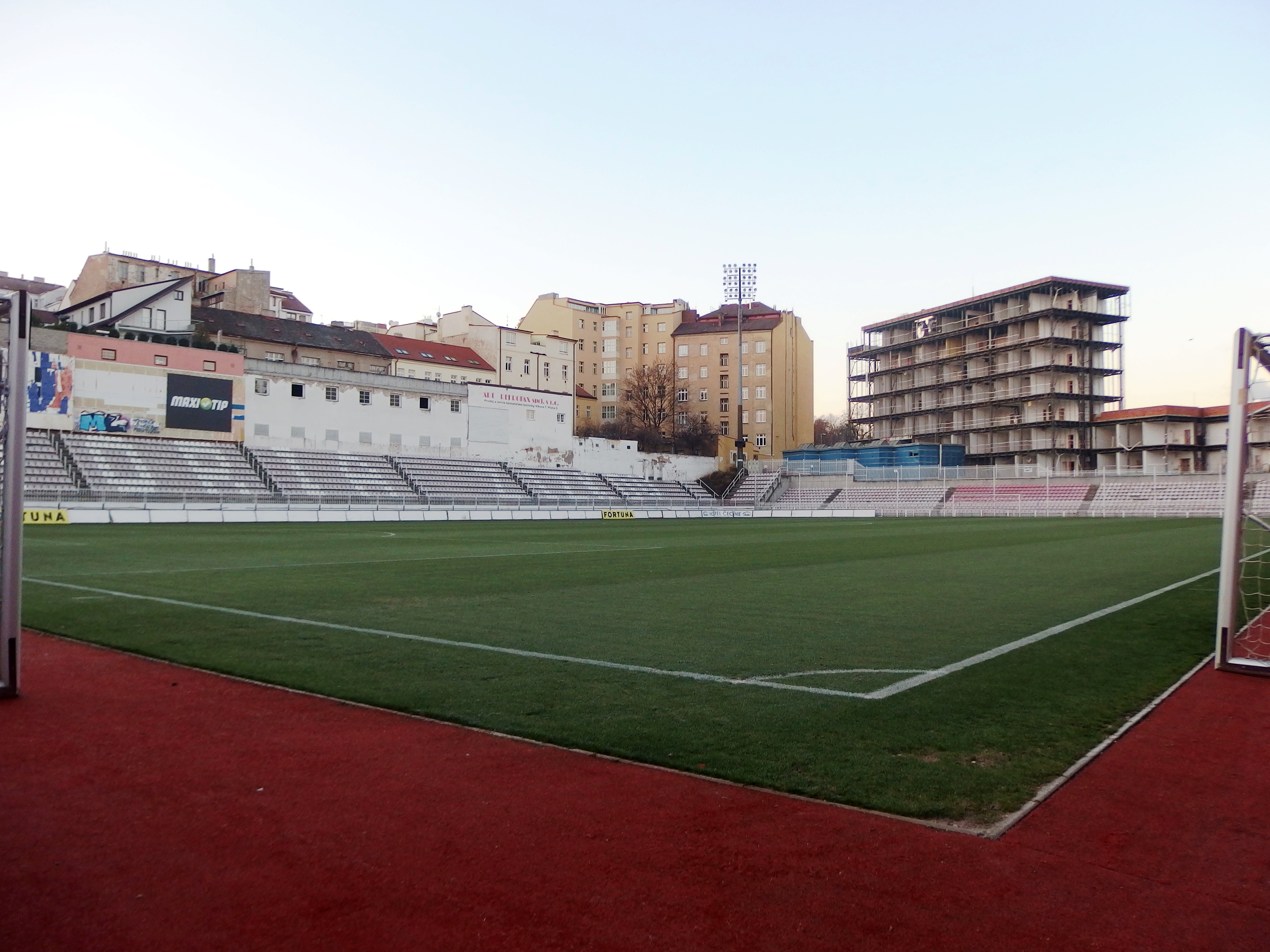
Stadion FK Viktoria Žižkov, 2018

- Tato čtvrť je domovem fotbalového týmu FK Viktoria Žižkov
- Za tzv. první republiky zde působil také druholigový Union Žižkov
- Sokol Žižkov
- Atletický oddíl SK ZŠ Jeseniova

## Film
- Tvář Žižkova, režie Petr Václav, FAMU 1989, krátký dokument, 12 min. dostupné online
- Zlá krev, 7 dílná rodinná sága na motivy románu Vladimíra Neffa Sňatky z rozumu odehrávající se na Žižkově. ČSFD

Žižkov tvořil dekoraci hraným filmům, jako Žižkovská romance, Lásky mezi kapkami deště, Fešák Hubert, Pěnička a paraplíčko, Poločas štěstí.